# Scrancia astur
Scrancia astur är en fjärilsart som beskrevs av Sergius G. Kiriakoff 1962. Scrancia astur ingår i släktet Scrancia och familjen tandspinnare. Inga underarter finns listade.